# Amicrotrichomma ada
Amicrotrichomma ada är en tvåvingeart som beskrevs av Charles Howard Curran 1947. Amicrotrichomma ada ingår i släktet Amicrotrichomma och familjen parasitflugor. Inga underarter finns listade i Catalogue of Life.